# François-Joseph Dindal
François-Joseph Dindal, né à Bruxelles le 5 août 1791 et mort à Ixelles le 25 mai 1866, est un juriste, homme d'affaires et homme politique belge, vice-président du Sénat de 1848 à 1851.

## Biographie
Il est le fils de Nicolas Joseph Dindal, chirurgien, professeur de clinique externe, et des accouchements à l’école de médecine, membre de la Société de Médecine de Bruxelles, né à Wavre (décédé le 4 août 1826 à Bruxelles) et d'Élisabeth-Josèphe Snoeck (décédée le 5 novembre 1821 à Bruxelles).
François-Joseph Dindal avait épousé à Leeuw-Saint-Pierre le 20 août 1828, Pétronille van Cutsem, veuve de François Wittouck et fille de François van Cutsem, frère de Guillaume van Cutsem, jurisconsulte et député du département des Deux-Nèthes.

### Carrière
Après avoir décroché son doctorat en droit en 1811 à l'École de Droit de Bruxelles en 1811, il commença une carrière d'avocat. Il fut de 1812 à 1866 avocat à la Cour Supérieure de Justice de Bruxelles puis à la cour d'appel.
Il était directeur de la Banque Foncière de Bruxelles.
Il figurait sur la liste des éligibles au sénat. De 1836 à 1839, il fut membre du conseil permanent du Brabant, de 1840 à 1846 député permanent du Brabant, en 1846 président du conseil provincial, de 1847 à 1851 sénateur de l'arrondissement de Bruxelles et de 1848 à 1851 vice-président du sénat.
Il fut colonel de la garde civique de Hal et était membre de la loge Les Amis philanthropes de Bruxelles.
Il figure dans la liste des fondateurs de l'Université libre de Bruxelles.
Il fut également membre du conseil supérieur de l'École centrale du commerce et de l'industrie.

## Décorations
- Officier de l’Ordre de Léopold (1856).